# Ricky He
Ricky He (* 2. Dezember 1995 in Vancouver, British Columbia) ist ein kanadischer Schauspieler.

## Leben
Er wurde in Vancouver, Kanada geboren. Er besuchte die University of British Columbia und studierte Psychologie, bevor er sich für eine Karriere als Schauspieler entschied. Seit 2014 spielte er in mehr als 20 Film- und vor allem Fernsehproduktionen mit.

## Filmografie
- 2014: Scene Study (Kurzfilm)
- 2016: Second Chance (Fernsehserie, Episode 1x09)
- 2016: The Flash (Fernsehserie, Episode 2x16)
- 2016: Wayward Pines (Fernsehserie, Episode 2x06)
- 2016: Looks Like Christmas (Fernsehfilm)
- 2016: The Romeo Section (Fernsehserie, Episode 2x10)
- 2017: The Magicians (Fernsehserie, 2 Episoden)
- 2017: A Gift to Remember (Fernsehfilm)
- 2017: Christmas Solo (Fernsehfilm)
- 2018: Blurt (Fernsehfilm)
- 2018: Beyond (Fernsehserie, Episode 2x08)
- 2018: Freaky Friday – Voll vertauscht (Freaky Friday)[4]
- 2018: Trial & Error (Fernsehserie, 5 Episoden)
- 2018: No One Would Tell
- 2018–2020: The Good Doctor (Fernsehserie, 6 Episoden)
- 2018–2020: A Million Little Things (Fernsehserie, 4 Episoden)
- 2018: Arrow (Fernsehserie, Episode 7x01)
- 2020: A Babysitter’s Guide to Monster Hunting (Fernsehfilm)
- 2021: A Cinderella Story: Starstruck (Fernsehfilm)
- 2021: Warming up to You (Fernsehfilm)
- seit 2022: From (Fernsehserie, 20 Episoden)

## Auszeichnungen
- Leo Awards 2018: Beste Nebenleistung eines Mannes in einem Fernsehfilm, für Christmas Solo – Nominierung
- UBCP/ACTRA Awards, Vancouver 2018: Bester aufstrebender Künstler, für A Song for Christmas – Nominierung
- Leo Awards 2019: Beste Gastaufführung eines Mannes in einer dramatischen Serie, für The Good Doctor – Nominierung
- Leo Awards 2023: Beste Nebenleistung eines Mannes in einer dramatischen Serie, für From – Auszeichnung